# 逆倫命案
逆倫命案又名倫常命案、逆倫慘案，逆倫是指違背倫常，殺害自己家族成員的事件，例如弒父母及殺夫、殺妻；謀害子女等。「殺」字無分尊卑，如「殺父」命案。但「弒」在漢語中，指殺害尊長，如「弑父」、「弒兄」，殺害位卑者不能用「弒」字，但誤用者甚多。

## 知名案件

### 中国大陆
2015年
- 吴谢宇弑母案

### 台灣
1985年-2003年
- 陳瑞欽案

1998年
- 林清岳弒親案

2001年
- 洪若潭命案

2006年
- 花蓮五子命案

2009年
- 林于如連續殺人案

2010年
- 陳昱安殺父案

2014年-2018年
- 李宏基案

2016年
- 龍潭縱火弒親案

2022年
- 陳彥翔縱火案

### 香港
2004年
- 天恆邨倫常滅門案

2010年
- 荃灣享和街弒母殺妹案

2013年
- 大角咀肢解父母案

2015年
- 許金山謀殺妻女案

2018年
- 张祺忠杀妻案

2023年
- 蔡天鳳碎屍案

### 日本
2007年
- 福島會津若松弒母事件

2018年
- 滋贺县小希弒母案

### 美国
2018年
- 沃兹杀亲案

### 澳大利亚
2001年
- 澳洲岡薩雷斯家滅門案

2009年
- 澳洲林家灭门案

### 加拿大
2010年
- 詹妮弗·潘案

## 相關
- 家庭暴力
- 杀害尊亲属罪
- 殺嬰
- 恶逆